# Polyrhachis thompsoni
Polyrhachis thompsoni é uma espécie de formiga do gênero Polyrhachis, pertencente à subfamília Formicinae.